# Tursko (województwo pomorskie)
Tursko (kaszub. Tërskò lub Turczik) – wieś w Polsce położona na Wysoczyźnie Polanowskiej, w województwie pomorskim, w powiecie bytowskim, w gminie Miastko, siedziba sołectwa, nad jeziorem Tursko.
W latach 1975–1998 miejscowość położona była w województwie słupskim.
Wieś powstała w 1560 roku, należała do rodu Zitzewitzów.

## Zabytki
Według rejestru zabytków NID na listę zabytków wpisane są:
- zespół pałacowy z XVIII i XIX w., nr rej.: 303 z 12.03.1990: pałac i park. 
  - pałac eklektyczny o piętrowej bryle rozczłonkowanej ryzalitami i tarasami, ryzalit frontowy oflankowany ośmioboczną, smukłą wieżą z baniastym hełmem i potężnym kominem[5].
  - park porośnięty starodrzewem, na jego skraju zabudowa folwarczna.
- dwór szachulcowy, nr rej.: A-420 z 18.03.1965
- dawna szkoła, obecnie dom nr 6, szachulcowy, 1872, nr rej.: A-1899 z 3.06.2014.